# Sybra intorta
Sybra intorta là một loài bọ cánh cứng trong họ Cerambycidae.